# Nitrianske Sučany
Nitrianske Sučany (Hongaars: Nyitraszucsány) is een Slowaakse gemeente in de regio Trenčín, en maakt deel uit van het district Prievidza.
Nitrianske Sučany telt 1.223 inwoners.